# Nils Carl Gustaf Fersen Gyldenstolpe

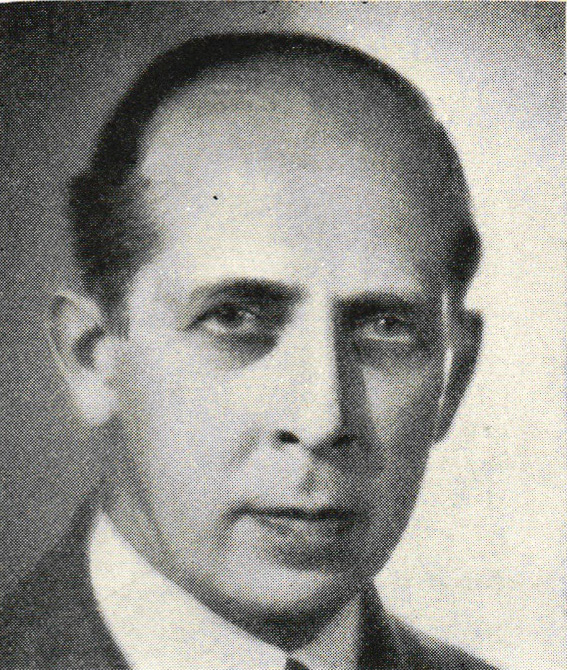
Nils Carl Gustaf Fersen Gyldenstolpe

Graaf Nils Carl Gustaf Fersen Gyldenstolpe (Östersund 30 september 1886 - Solna 10 april 1961) was een Zweedse zoöloog en ornitholoog.

## Levensloop
Nils Carl Gustaf Fersen Gyldenstolpe kwam voort uit een adellijk geslacht, dat in 1650 werd gesticht door Mikael Olai Wexionius Gyldenstolpe (1609–1670). Hij was de zoon van August Gustaf Fersen Gyldenstolpe (1839–1919) en Hedvig Fredrika Alice Nieroth. Tussen 1906 en 1907 ondernam hij zijn eerste expeditie naar het Noord-Zweedse Lapland. In 1910 begeleidde hij Paul Rosenius (1865-1957) naar Algerije. Van 1911 tot 1912 was hij in Siam, het tegenwoordige Thailand en van 1914 tot 1915 in Maleisië bezig. Tussentijds studeerde hij aan de Universiteit van Uppsala. In 1914 werd hij medewerker van Einar Lönnberg bij de afdeling van gewervelde dieren bij het Naturhistoriska riksmuseet in Stockholm, waar hij tot aan zijn levenseinde werkte. Tussen 1920 en 1921 begeleidde hij prins Wilhelm van Zweden, een broer van koning Gustaaf VI Adolf van Zweden naar Centraal-Afrika. Over de omvangrijke vogelverzameling, die hij in Kenia en Belgisch-Congo vergaarde, schreef hij zijn proefschrift aan de Universiteit van Lund. Tijdens de jaren 1930 reisde hij naar Indochina. In 1951 ondernam hij, na Nieuw-Guinea, zijn laatste expeditie. Gyldenstolpe had een grote interesse in de neotropische avifauna. Daarom stuurde hij professionele vogelverzamelaars naar Zuid-Amerika om geprepareerde vogels te verkrijgen. Over alle taxa stelde hij een precieze lijst samen. Naast zijn zoölogische bezigheden was hij ook lord-kamerheer van koning Gustaaf V van Zweden. Deze positie gaf hem de bevoegdheid om enkele maanden in het jaar aan het Zweedse hof door te brengen en de koning te begeleiden op de jacht naar groot wild.
Gyldenstolpe werd in 1944 benoemd tot erelid van de British Ornithologists' Union en in 1950 was hij bij het organisatiecomité van het International Ornithological Congress in Uppsala.

## Privéleven en overlijden
In 1917 trouwde hij in Stockholm met Sofia Margareta Emilie Heijkenskjöld. Hij overleed in Solna op 10 april 1961 op 75-jarige leeftijd.
- Gemeinsame Normdatei: 1072606623
- International Standard Name Identifier: 0000 0003 8685 1748
- KulturNav: c9ad0dc2-1627-4e16-8813-20f4c772b400
- Nationale bibliotheek van Australië: 35865309
- Museum of New Zealand Te Papa Tongarewa: 22377
- Trove: 1122149
- Virtual International Authority File: 271342121
- WorldCat: E39PBJqk3fX6QyK4bpM4htVXBP